# Susan Bottomly

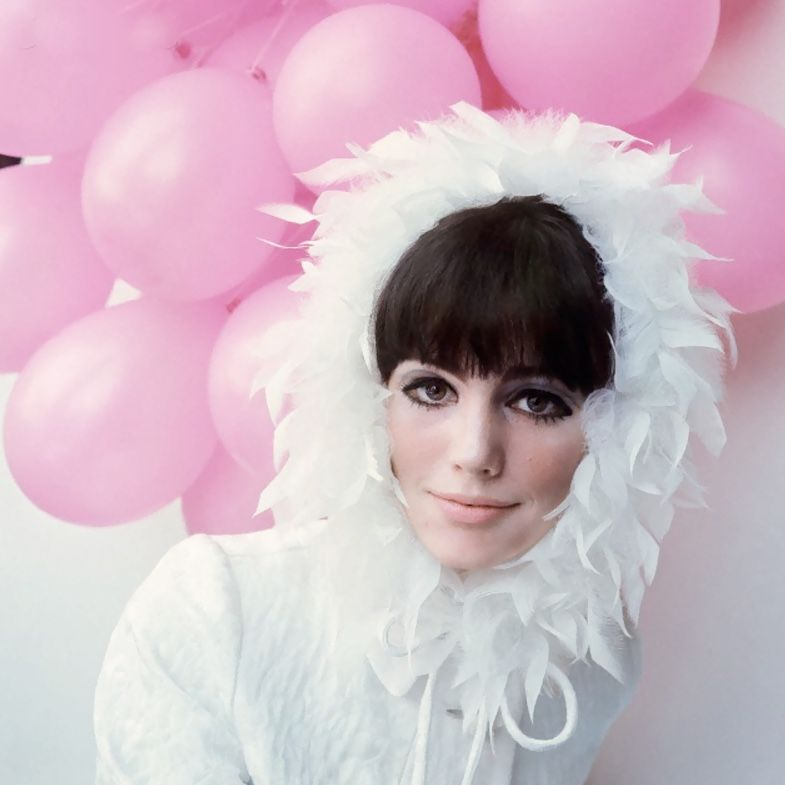
Susan Bottomly (1965)

Susan Bottomly alias International Velvet (* 1950 in Boston, Massachusetts) ist ein US-amerikanisches Model, Schauspielerin und ehemaliger Andy-Warhol-„Superstar“.

## Leben
Bottomly entstammt einer angesehenen Familie aus New England. Ihr Vater war Anwalt in Boston. Susan traf Warhol im Alter von 16 Jahren 1966 bei einer Party in Boston. Im selben Jahr startete sie ihre Modellkarriere mit einem Featurefoto für das Magazin Mademoiselle (einer amerikanischen Modezeitschrift). Warhol bezeichnete ihre Art als „außergewöhnlich“. Das dunkelhaarige Mannequin hatte eine extravagante Art sich zu kleiden (zumeist in Paco-Rabanne-Kostümen) und überraschte mit außergewöhnlich langen Wimpern, langem Ohrschmuck und gewagter Schminke.
Bottomly zog im Sommer 1966 nach New York, wo sie, zusammen mit Gerard Malanga, einem der engsten Mitarbeiter Warhols, in dem berühmten Künstlerhotel Chelsea wohnte. Malanga widmete seiner damaligen Lebensgefährtin etliche Gedichte und führte sie auch in die Factory-Szene ein.
Susan wurde (neben Ingrid Superstar) direkte Nachfolgerin von Edie Sedgwick in Warhols „Superstar“-Schauspieler-Gefolge, nachdem sich bei Sedgwick zunehmend Drogenprobleme abzeichneten.
Bottomly erschien in mehreren Warhol-Produktionen (z. B. Chelsea Girls).
Ihr Künstlername „International Velvet“ bezieht sich auf den Film „National Velvet“ aus dem Jahr 1944 mit der jungen Elizabeth Taylor in der Hauptrolle. Laut Warhol Biograf David Bourdon soll Bottomlys Modellkarriere eher „unorthodox“ verlaufen sein; so erreichte sie mit einem Foto für das Magazin Esquire Aufsehen, als sie sich in einer Mülltonne fotografieren ließ. Die Überschrift des Artikels lautete: „Das Mädchen von heute, mit einundzwanzig am Ende“.
Susan Bottomly lebt auf Hawaii.

## Filmografie
- 1966: Chelsea Girls
- 1967: ★★★★ (Four Stars / The 24 Hours Movie)
- 1969: Asphalt-Cowboy (Midnight Cowboy)